# سن-مونیک (ساگونه-لاک-سن-ژان)
سن-مونیک، ساگونه-لاک-سن-ژان (به فرانسوی: Sainte-Monique) شهری در منطقه شهری لاک-سن-ژان-است ناحیه سگونه-لاک-سن-ژان در استان کبک کانادا است. در سرشماری سال ۲۰۱۱ این شهر ۸۹۸ نفر جمعیت داشته‌است و مساحت آن ۱۵۵٫۱۵ کیلومتر مربع است.